# Dichagyris stellans
Dichagyris stellans är en fjärilsart som beskrevs av Corti 1933. Dichagyris stellans ingår i släktet Dichagyris och familjen nattflyn. Inga underarter finns listade i Catalogue of Life.